# It Started With a Kiss
It Started With a Kiss (Chino: 惡作劇之吻) es un drama taiwanés protagonizada por Joe Cheng, Ariel Lin y Jiro Wang de Fahrenheit. Se basaba en los primeros 10 volúmenes de la serie de manga japonés Itazura na Kiss (イタズラな) escrita por Kaoru Tada. Fue producido por Comic Productions (可米製作股份有限公司) y dirigida por Chu Yu-ning (瞿友宁).

## Sinopsis
Yuan Xiang Qin (Ariel Lin) es una niña torpe de escuela secundaria, intelectualmente desafiada, ingenua, pero optimista. Desde que conoció a Jiang Zhi Shu (Joe Cheng) en la orientación de primer año, ella ha estado enamorada del genio con un cociente intelectual de 200. Después de dos años de estar enamorada de él, finalmente reúne el valor para confesarle su amor en la escuela con una carta de amor. Zhi Shu no está impresionado, y Xiang Qin es humillada públicamente frente a toda su escuela.
Esa tarde, la nueva casa en la que acaba de mudarse con su padre colapsó en un pequeño terremoto. Ella y su padre se quedan sin hogar al instante porque carecían de la previsión de pagar por un seguro contra terremotos. Afortunadamente, el viejo amigo de la universidad de su padre extiende una mano e invita a ambos a vivir en su casa. Pero poco sabe Xiang Qin que el amigo de su padre es en realidad el padre de Jiang Zhi Shu.
Debido a este giro inesperado de los acontecimientos, Zhi Shu y Xiang Qin comienzan a vivir sus vidas bajo el mismo techo. La madre de Zhi Shu aspira a unirlos, persuadiendo a Zhi Shu a dar clases particulares a Xiang Qin y toma numerosas fotos de la pareja. Zhi Shu permanece fría con Xiang Qin, pensando que es una de las personas más tontas que ha conocido, y se niega a hablar con ella en la escuela. A lo largo de la serie, Zhi Shu lentamente se entusiasma con Xiang Qin, quien hace todo lo posible para mejorar en la escuela para él, mientras lidian con rivales románticos, su futuro y su relación.

## Reparto
- Ariel Lin es Yuan Xiang Qin (袁湘琴).
- Joe Cheng es Jiang Zhi Shu (江直樹).
- Jiro Wang es Jin Yuan Feng / Ah Jin (金元豐).
- Tiffany Xu es Pei Zi Yu (裴子瑜).
- Jason Wang es Wang Hao Qian (王皓謙).
- Chang Yung Cheng es Jiang Li / Ah Li.
- Cyndi Chaw es Jiang Zhao Zi.
- Tang Tsung Sheng es Yuan You Cai / Ah Cai.
- Petty Yang es Lin Chun Mei.
- Candice Liu es Liu Ya Nong.
- Aaron Yan es Ah Bu.
- Zhang Bo Han es Jiang Yu Shu.
- Bianca Bai es Bai Hui Lan.
- Wan Zi moza restaurante "FELICIDAD".
- Zhang Lang amigo de Ah Jin.
- Ah Hong amigo de Ah Jin.